# 전동 박안생 묘
전동 박안생 묘(全東 朴安生 墓)은 세종특별자치시 전동면에 있는 조선시대 박안생의 무덤이다. 2010년 12월 30일 충청남도의 기념물 제181호로 지정되었다가, 2012년 12월 31일 대한민국 세종특별자치시의 기념물 제10호로 재지정되었다.

## 개요
의영고사 박안생(朴安生, ? ~ 1439)과 그의 처 안동김씨의 묘역으로 상단에 부인 안동김씨, 하단에 박안생이 자리한 상하장(상하장)이다. 박안생은 단종때 이조판서를 지낸 중림(中林)의 부(父)이며, 사육신 박팽년의 조부이다.
봉분은 기단석 위에 길이 1m 내외의 치석된 장대석으로 사면을 쌓은 후 봉토하였으며, 형식은 고려시대 양식을 따르고 있으며 해좌사향(亥坐巳向)이다. 석물로는 상석대신 사각형의 판석을 두었으며, 석축 아래에는 근래에 만든 향로석과 시대가 다른 비석이 세워져 있다. 그 앞으로는 금관조복(金冠朝服) 차림의 문인석 2쌍이 양 옆에 각각 세워져 있다. 묘제와 석조물이 고려시대 양식을 충실히 따르고 있어 역사적 가치가 크다.

## 형태
전동 박안생 묘의 형태는 고려시대 양식으로 묘비는 옥개형의 이수를 올린 것으로, 방형의 화강석대좌 위에 비신을 올렸다. 비신 크기는 너비 62㎝, 높이 151㎝, 두께 27㎝이다.

## 같이 보기
- 박안생

## 참고 자료
- 전동 박안생 묘 - 국가유산청 국가유산포털